# Escala de Brinell

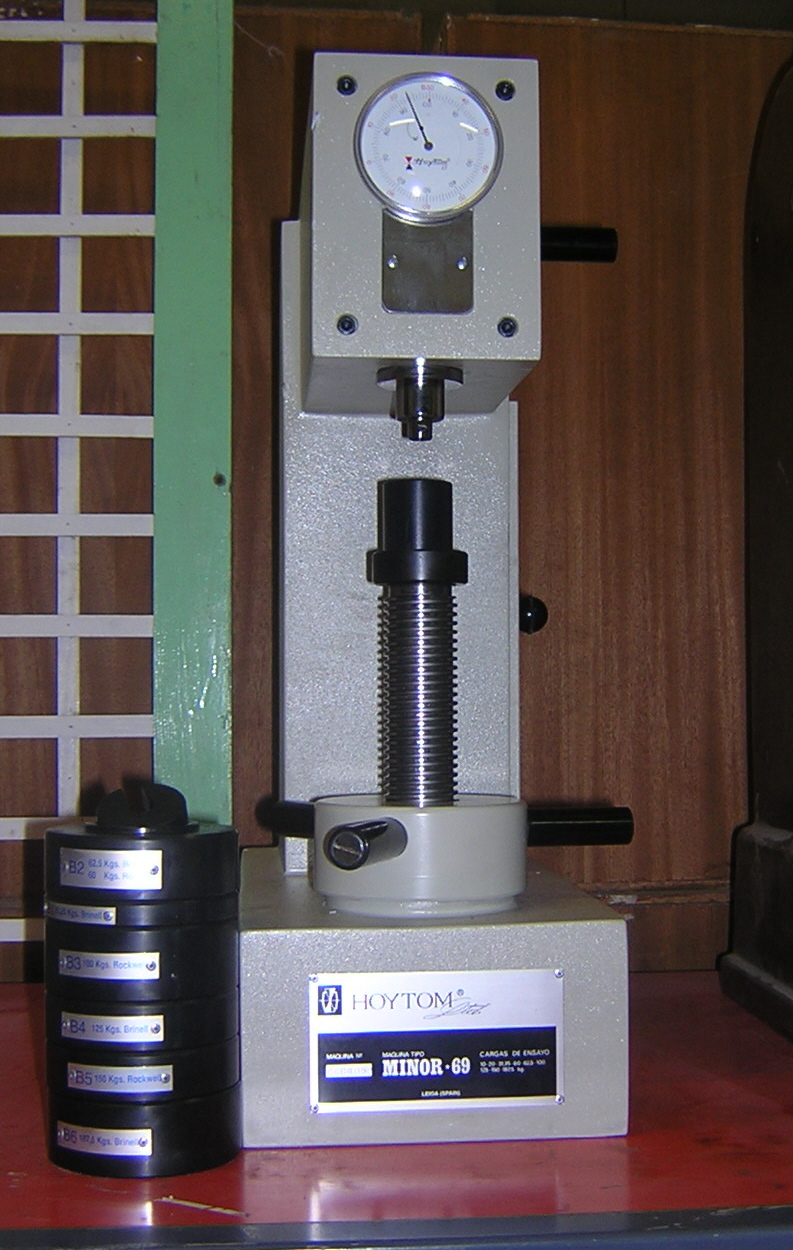
Duròmetre.

Es denomina  duresa Brinell  al mesurament de la duresa d'un material mitjançant el mètode de penetració, mesurant quan penetra un objecte en el material a estudiar. Va ser proposat per l'enginyer suec Johan August Brinell el 1900, sent el mètode de duresa més antic.
Aquest assaig s'utilitza en materials tous (de baixa duresa) i mostres primes. L'element utilitzat com "penetrador" és una bola d'acer trempat de diferents diàmetres. Per als materials més durs es fan servir boles de carbur de tungstè. En l'assaig típic se sol utilitzar una bola d'acer de 10 a 12 mm de diàmetre, amb una força de 3000 Quiloponds. El valor mesurat és el diàmetre del casquet a la superfície del material. Les mesures de duresa Brinell són molt sensibles a l'estat de preparació de la superfície, però a canvi resulta en un procés barat, i el desavantatge de la mida de la seva empremta es converteix en un avantatge per al mesurament de materials heterogenis, com la fosa, sent el mètode recomanat per fer mesuraments de duresa de les foses.

La bola penetra deixant una marca

El pes de la bola es pot obtenir amb la següent expressió:

{\displaystyle P=KD^{2}\,}

on:
{\displaystyle P\,}: càrrega a utilitzar mesura kp.
{\displaystyle K\,}: constant per a cada material, que pot valer 5 (alumini, magnesi i els seus aliatges), 10 (coure i els seus aliatges), i 30 (acer s).
{\displaystyle D\,}: diàmetre de la bola (indentat) mesura en [mm].
Aquest assaig només és vàlid per a valors menors de 600 HB en el cas d'utilitzar la bola d'acer, ja que per valors superiors la bola es deforma i l'assaig no és vàlid. Es passa llavors a l'assaig de duresa Vickers.

## Fórmula aplicada
Per determinar el valor de la duresa Brinell s'utilitza la següent equació:

{\displaystyle {\mbox{HB}}={\frac {2P}{\pi D^{2}}}\left({\frac {1}{1-{\sqrt {1-{\frac {d^{2}}{D^{2}}}}}}}\right)}

on:
{\displaystyle P\,}: càrrega a utilitzar mesura kp.
{\displaystyle D\,}: diàmetre de la bola (indentat) mesura en [mm].
{\displaystyle d\,}: diàmetre de l'empremta en superfície a [mm].

### Valors típics
El valor HB sol ser menor de 600.
- Acer (tou): 120 HB
- Acer d'eines: 500 HB
- Acer inoxidable: 250 HB
- Alumini: 15 HB
- Coure: 35 HB
- Fusta: entre 1 HB i 7 HB
- Vidre: 550 HB

### Esquema d'una mesura d'aquest tipus de duresa
Duresa; Tipus d'assaig; Diàmetre de la bola; Força aplicada; Temps de l'assaig
Exemple:
250 HB 10 500 30
On les unitats són:
kp/mm {\displaystyle ^{2}} HB mm kp segons